# زنا اسکینر
زنا اسکینر (انگلیسی: Zena Skinner; ۲۷ فوریهٔ ۱۹۲۷ – ۷ مارس ۲۰۱۸) مجری تلویزیون، آشپز، نویسنده اهل بریتانیا بود.